# Буцинська сільська рада
| Буциньська сільська рада — колишня адміністративно-територіальна одиниця та орган місцевого самоврядування у Старовижівському районі Волинської області з адміністративним центром у с. Буцинь. Водоймища на території, підпорядкованій даній раді: озеро Пісочне. Сільській раді підпорядковані населені пункти: - с. Буцинь |

## Склад ради
Рада складається з 16 депутатів та голови.

### Керівний склад ради
| ПІБ                     | Основні відомості                                                                  | Дата обрання | Дата звільнення |
| ----------------------- | ---------------------------------------------------------------------------------- | ------------ | --------------- |
| Деркач Степан Адамович  | Сільський голова, 1951 року народження, освіта, член Соціалістичної партії України | 26.03.2006   | 31.10.2010      |
| Кошелюк Петро Федорович | Сільський голова, 1969 року народження, освіта середня спеціальна, безпартійний    | 31.10.2010   |                 |

Примітка: таблиця складена за даними джерела

## Населення
За переписом населення України 2001 року в сільській раді мешкало 1168 осіб.

### Мова
Розподіл населення за рідною мовою за даними перепису 2001 року:
| Мова       | Відсоток |
| ---------- | -------- |
| українська | 99,49 %  |
| російська  | 0,51 %   |